# Elecciones al Parlamento Europeo de 1984 (Dinamarca)
En las elecciones al Parlamento Europeo de 1984 en Dinamarca, celebradas en junio, se escogió a los 16 representantes de dicho país para la segunda legislatura del Parlamento Europeo.

## Resultados
| Datos de participación | Datos de participación | Datos de participación |
| ---------------------- | ---------------------- | ---------------------- |
| Censo electoral        | 3.878.600              | 100%                   |
| Votantes               | 2.025.696              | 52,2                   |
| Abstención             | 1.852.904              | 47,8                   |
| A candidatura          | 2.001.906              |                        |

| ← Elecciones al Parlamento Europeo de 1984 → |         |       |         |
| Partido                                      | Votos   | %     | Escaños |
| Partido Popular Conservador (KF)             | 414.177 | 20,69 | 4       |
| Movimiento Popular Contra la CEE (FolkeB)    | 413.808 | 20,67 | 4       |
| Socialdemócratas (S)                         | 387.098 | 19,34 | 3       |
| Izquierda-Partido Liberal de Dinamarca (V)   | 248.397 | 12,41 | 2       |
| Partido Popular Socialista (SF)              | 183.580 | 9,17  | 1       |
| Centro Demócratas (CD)                       | 131.984 | 6,59  | 1       |
| Partido del Progreso (FP)                    | 68.747  | 3,43  | 0       |
| Partido Popular Cristiano (KrF)              | 54.624  | 2,73  | 0       |
| La Izquierda Radical (RV)                    | 32.560  | 1,63  | 0       |
| Socialistas de Izquierda (VS)                | 25.305  | 1,26  | 0       |